# Список умерших в 1258 году

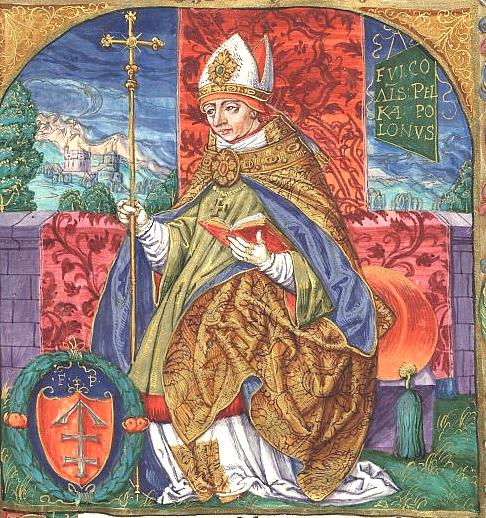
Пелка Лис

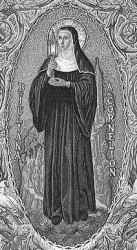
Юлиана Льежская

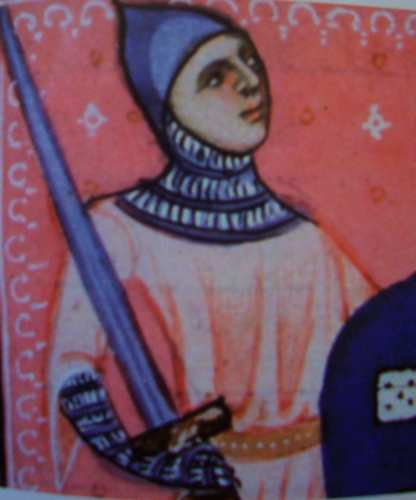
Педру

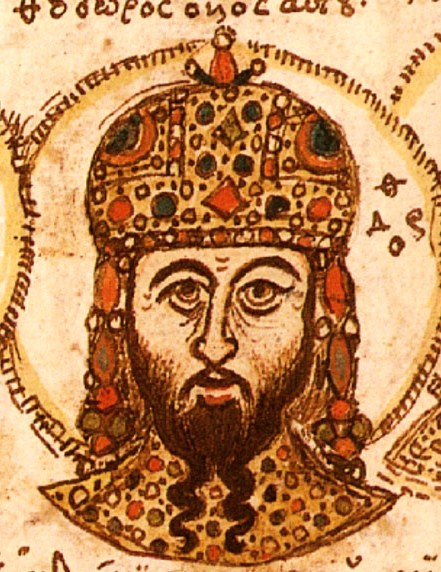
Феодор II Ласкарис

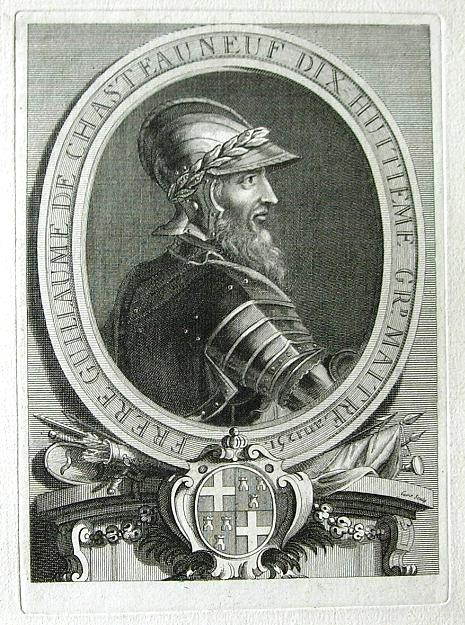
Гийом де Шатонёф

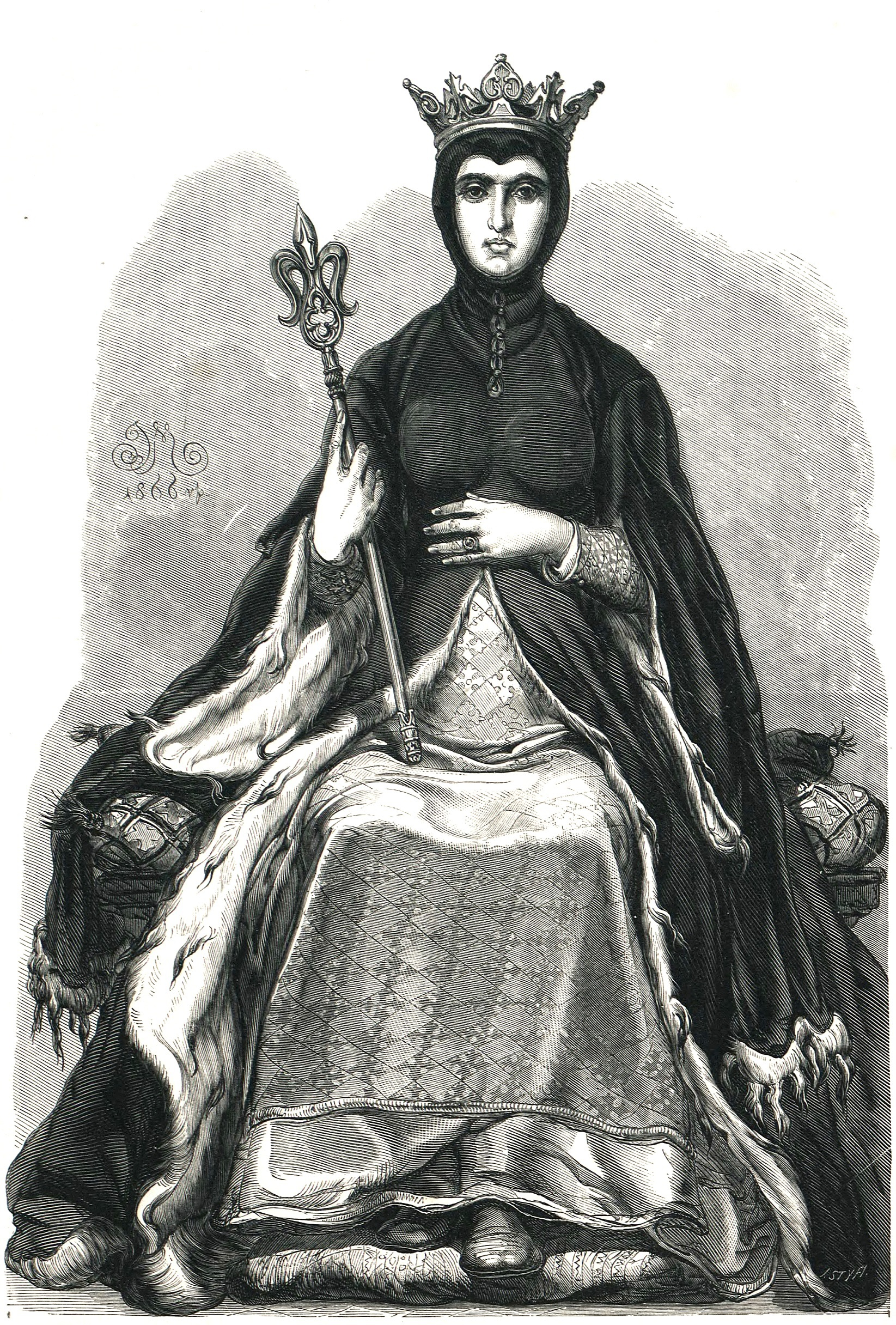
Гремислава

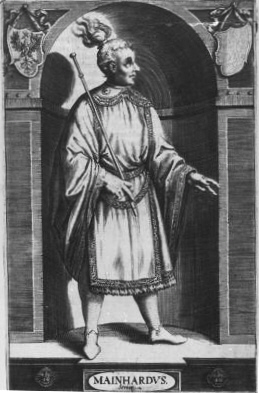
Мейнхард I

В этой статье представлен список известных людей, умерших в 1258 году.
См. также: Категория:Умершие в 1258 году

## Январь
- 6 января — Конрад I фон Велхаузен[нем.] — епископ Мейсена (1240—1258)
- 17 января — Микулаш из Рейзенбурга[нем.] — епископ Праги (1240—1258)
- 18 января — Конрад I фон Тёлц унд Хохенбург[нем.] — епископ Фрайзинга (1230—1258)
- 29 января — Джанипер[англ.] — сподвижник Франциска Ассизского, святой римско-католической церкви.
- 30 января — Жоффруа де Майе[фр.] — епископ Се (1240—1258)

## Февраль
- 20 февраля — Абдуллах аль-Мустасим Биллах, последний багдадский халиф из династии Аббасидов.
- Сулейман Шах[англ.] — губернатор аббасидского Курдистана, казнён монголами.

## Март
- 6 марта — Аль-Махди Ахмад ибн аль-Хусейн — имам Йемена (1248—1258).
- 8 марта — Олег Ингваревич Красный — Великий Князь рязанский (1252—1258),местночтимый святой.
- 26 марта — Флорис де Воогд — Регент Голландии (1248—1258)

## Апрель
- 5 апреля:
  - Пелка Лис[англ.] — архиепископ Гнезно (1232—1258);
  - Юлиана Льежская (64) — святая римско-католической церкви, основательница Праздника Тела и Крови Христовых.
- 14 апреля — Рюдигер фон Бергхайм[нем.] — епископ Кимзе (1216—1233), епископ Пассау (1233—1249)
- 22 апреля — Уолтер де Салерон[англ.] — архиепископ Туама (1257—1258)

## Май
- 10 мая — Севал де Бовил[англ.] — архиепископ Йоркский (1256—1258)

## Июнь
- 2 июня:
  - Ибн Абу аль-Хадид — видный представитель мутазилизма, знаток литературы;
  - Педру I (71) — инфант Португалии, граф Урхеля (1229—1231) (на правах жены), правитель Балеарских островов (1236—1258).
- 6 июня — Муайяд ад-Дин аль-Альками, визирь и советник последнего аббасидского халифа аль-Мустасима.

## Июль
- 22 июля — Мейнхард I — граф Горицы (под именем Мейнхард III) (1232—1258), граф Тироля (1253—1258) из Горицко-Тирольской династии.

## Август
- 8 августа — Генри Лексингтон[англ.] — епископ Линкольна	(1253—1258).
- 14 августа — Джон из Уоллингфорда, английский хронист, монах-бенедиктинец из аббатства Святого Альбана в Сент-Олбансе.
- 16 августа — Феодор II Ласкарис — император Никейской империи (1254—1258)
- 23 августа — Гийом де Бюсси[нем.] — епископ Орлеана (1237—1258)
- 25 августа — Георгий Музалон[англ.]	— регент Никейской империи (1258), убит.
- 28 августа — Герхард II Липпе — архиепископ Бремена и епископ Гамбурга (1219—1258)

## Сентябрь
- 12 сентября — Тесауро Беккариа[итал.] — итальянский религиозный и государственный деятель, легат папы римского во Флоренции, казнён, святой римско-католической церкви.

## Ноябрь
- 2 ноября — Зухайр Бахааддин, арабский поэт, а также лучший каллиграф своего времени.
- 8 ноября — Гремислава — княгиня-консорт Польши (Кракова) (1207—1227), регент Польши.
- 10 ноября — Уильям де Бондингтон[англ.] — епископ Глазго (1232/3–1258)
- 23 ноября — Джон Фиц-Джеффри — юстициарий Ирландии (1245—1255)
- 24 ноября — Жан Боссам[фр.] — архиепископ Арля (1233—1258)

## Декабрь
- 20 декабря — Бруно Изенберг[нем.] — епископ Оснабрюка (1250—1258).
- Уолтер Комин — лорд Баденох, граф Ментейт (1234—1258).
- Абу-ль-Хасан аш-Шазили — северо-африканский исламский богослов, основатель и эпоним суфийского ордена Шазилия.

## Дата неизвестна или требует уточнения
- Абу Яхья Абу Бакр — султан Маринидов (1244—1258)
- Альберт Богемский, немецкий католический священнослужитель.
- Анджело Танкреди[итал.] — итальянский монах, сподвижник Франциска Ассизского, один из авторов «легенды трёх товарищей».
- Анна Ангелина Комнина Дукина, королева Сербии (1228—1234) в браке со Стефаном Радославом.
- Алферио де Алферис[итал.] — епископ Алифе (1252—1254), епископ Витербо (1254—1258)
- Анри ле Корню[фр.] — епископ Невера (1252/1253-1254), архиепископ Санса (1254—1258)
- Бартоломью де Брешиа[англ.] — итальянский каноник, убит.
- Бранкалеоне дельи Андало[итал.] — сенатор (правитель) Рима (1252—1255, 1257—1258)
- Бела де Сент-Омер — сеньор Фив (1240—1258)
- Уго де Боргоньони[итал.] — итальянский хирург, основоположник учения о негнойном заживлении раны
- Валла Дио[англ.] — султан Мальдивских островов (1233—1258)
- Гийом де Шатонёф — великий магистр ордена иоаннитов (1242—1258).
- Гульельмо III ди Кальяри, последний судья Кальяри (1256—1258) под именем Гульельмо III Салюзио VI.
- Джон де Арсуф[англ.] — констебль Иерусалима (1251—1258), регент Иерусалимского королевства (1253—1254, 1256—1258)
- Джордан де Эксетер[англ.] — шериф Коннахта (ок. 1247—1258)
- Жан I Жикель[фр.] — епископ Ренна (1239—1258).
- Занги-Ата, исламский святой (авлия), старец (пир), богослов, распространитель ислама в Средней Азии.
- Клемент де Данблейн[англ.] — епископ Данблейна (1233—1258), строитель кафедрального собора
- Роберт де ла Пьер[англ.] — французский трувер.
- Тейт Эйнарссон[исп.] — исландский законоговоритель (1253—1258)
- Томас II Д’Отременкур[англ.] — граф Салоны (1242—1258)
- Фудзивара но Томоэ[фр.] — японский поэт.
- Фульк III Фицуорин, английский лорд, владевший замком Уиттингтон в графстве Шропшир на границе с Уэльсом, а также замком Алвестон в графстве Глостершир.
- Томас Экклстон, английский церковный историк, монах-францисканец, автор латинской хроники «О прибытии братьев-миноритов в Англию».
- Этьен де Лексингтон[фр.] — аббат Клерво (1242—1255), основатель Бернардинского колледжа[фр.] (1248)